# Amegilla griseotecta
Amegilla griseotecta es una especie de abeja excavadora perteneciente al género Amegilla, categorizada en la tribu Anthophorini, de la subfamilia Apinae.
Fue descrita científicamente por el naturalista inglés Theodore Dru Alison Cockerell en 1946. Aparece registrada y publicada en una sección de Catalogue of Afrotropical bees (Hymenoptera: Apoidea: Apiformes). Zootaxa, Vol. 2455 de 2010.

## Distribución
La especie se distribuye por África, en Kenia, Tanzania y Etiopía.